# Емілі Гічкок Террі
Емілі Гічкок Террі (англ. Emily Hitchcock Terry; 9 листопада 1838 — 6 лютого 1921) — американська ботанічна ілюстраторка.

## Раннє життя та освіта
Террі була дочкою Орри Вайт Гічкок та Едварда Гічкока, наймолодшою з їхніх вісьмох дітей. Вона рано закінчила коледж Маунт-Голіок. Вона вивчала мистецтво у «Купер Юніон» у Нью-Йорку від 1865 року. У 1872 році Террі переїхала до Міннесоти, де створила мальований гербарій замість того, щоб створювати гербарій засушених рослин. Її акварельні зображення флори Міннесоти є найпершими відомими ботанічними ілюстраціями в штаті.
У книзі Беатріс Шеер Сміт Мальований гербарій: життя та мистецтво Емілі Гічкок Террі (1838—1921) описані життя та ботанічні ілюстрації Емілі Гічкок Террі.